# Atletica leggera ai Giochi della V Olimpiade - Lancio del disco

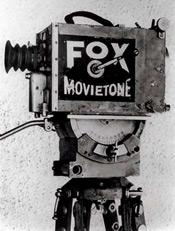
video della finale (durata: 52")

La competizione del lancio del disco di atletica leggera ai Giochi della V Olimpiade si tenne il 12 luglio 1912 allo Stadio Olimpico di Stoccolma.

## L'eccellenza mondiale
| Record olimpico: 1906    | 41,46      | Martin Sheridan | Assente  |
| Miglior prest. europea   | 44,88 1910 | Elmer Niklander | Assente  |
| Primatista mond. stag.le | 47,58      | James Duncan    | Presente |

## Risultati

### Turno eliminatorio
I 41 iscritti sono divisi in cinque gruppi; tutti hanno diritto a tre lanci. Poi si stila una classifica. I primi tre disputano la finale (tre ulteriori lanci). I tre finalisti si portano dietro i risultati della qualificazione.
Al primo turno il finlandese Niklander batte il record olimpico con 42,09. Al secondo lancio sale in testa il connazionale Armas Taipale con 43,91. Terzo il primatista mondiale James Duncan; quarto Niklander.
Nota: i lanci che non sono validi ai fini del risultato finale appaiono in corsivo.
| Gruppo | Pos. | Atleta              | Nazione       | Misura | Lanci | Lanci | Lanci |
| Gruppo | Pos. | Atleta              | Nazione       | Misura | 1°    | 2°    | 3°    |
| ------ | ---- | ------------------- | ------------- | ------ | ----- | ----- | ----- |
| A      | 1    | Armas Taipale       | Finlandia     | 43,91  | 36,94 | 43,91 | N     |
| D      | 2    | Richard Byrd        | Stati Uniti   | 42,32  | 37,48 | 42,32 | N     |
| D      | 3    | James Duncan        | Stati Uniti   | 42,28  | 41,61 | 42,28 | N     |
| C      | 4    | Elmer Niklander     | Finlandia     | 42,09  | 42,09 | N     | N     |
| A      | 5    | Hans Tronner        | Austria       | 41,24  | 39,97 | N     | 41,24 |
| B      | 6    | Arlie Mucks         | Stati Uniti   | 40,93  | 40,54 | 40,93 | N     |
| E      | 7    | George Philbrook    | Stati Uniti   | 40,92  | 38,14 | 38,55 | 40,92 |
| A      | 8    | Emil Magnusson      | Svezia        | 39,91  | 39,91 | N     | N     |
| D      | 9    | Rezsõ Újlaki        | Ungheria      | 39,82  | 39,82 | N     | N     |
| A      | 10   | Einar Nilsson       | Svezia        | 39,69  | 37,26 | 38,77 | 39,69 |
| C      | 11   | Ralph Rose          | Stati Uniti   | 39,65  | 37,24 | 38,82 | 39,65 |
| B      | 12   | Emil Muller         | Stati Uniti   | 39,35  | 37,91 | 38,69 | 39,35 |
| A      | 13   | Michalīs Dōrizas    | Grecia        | 39,28  | N     | 39,28 | N     |
| C      | 14   | Duncan Gillis       | Canada        | 39,01  | 39,01 | N     | N     |
| B      | 15   | Verner Järvinen     | Finlandia     | 38,60  | 34,15 | 38,6  | N     |
| A      | 16   | Josef Waitzer       | Germania      | 38,44  | 38,44 | N     | N     |
| C      | 17   | František Janda-Suk | Boemia        | 38,31  | 32,41 | 36,83 | 38,31 |
| E      | 18   | Aurelio Lenzi       | Italia        | 38,19  | 35,58 | 38,19 | N     |
| A      | 19   | Károly Kobulszky    | Ungheria      | 38,15  | 37,81 | 38,15 | N     |
| B      | 20   | Lawrence Whitney    | Stati Uniti   | 37,91  | 34,87 | 37,91 | N     |
| E      | 21   | György Luntzer      | Ungheria      | 37,88  | 37,88 | N     | N     |
| A      | 22   | Avery Brundage      | Stati Uniti   | 37,85  | 37,48 | 37,85 | N     |
| C      | 23   | Gunnar Nilsson      | Svezia        | 37,44  | N     | 37,44 | N     |
| D      | 24   | Emil Welz           | Germania      | 37,24  | 36,16 | 37,24 | N     |
| B      | 25   | Samu Fóti           | Ungheria      | 36,37  | 35,51 | N     | 36,37 |
| E      | 26   | Gunnar Bolander     | Svezia        | 36,22  | N     | 36,22 | N     |
| B      | 27   | Carl Johan Lind     | Svezia        | 36,07  | N     | 35,04 | 36,07 |
| E      | 28   | Folke Fleetwood     | Svezia        | 35,06  | 32,09 | 32,89 | 35,06 |
| D      | 29   | Josef Schäffer      | Austria       | 34,87  | N     | 34,87 | N     |
| E      | 30   | André Tison         | Francia       | 34,73  | 34,73 | N     | N     |
| D      | 31   | Marcel Pelletier    | Lussemburgo   | 33,73  | 33,73 | N     | N     |
| E      | 32   | Walter Henderson    | Gran Bretagna | 33,61  | N     | 33,61 | N     |
| C      | 33   | Mór Kóczán          | Ungheria      | 33,30  | 33,30 | N     | N     |
| C      | 34   | Mgirdiç Migiryan    | Turchia       | 32,98  | N     | N     | 32,98 |
| B      | 35   | Nikolay Neklapaev   | Russia        | 32,59  | 32,59 | N     | N     |
| E      | 36   | Charles Lagarde     | Francia       | 32,35  | 30,76 | N     | 32,35 |
| E      | 37   | Henning Möller      | Svezia        | 32,23  | N     | 32,23 | N     |
| C      | 38   | Miroslav Šustera    | Boemia        | 31,83  | 31,83 | N     | N     |
| E      | 39   | Ēriks Vanags        | Russia        | 31,34  | N     | 31,34 | N     |
| A      | 40   | Otto Nilsson        | Svezia        | 31,07  | 31,07 | N     | N     |
| C      | 41   | Paul Willführ       | Germania      | NM     | N     | N     | N     |

### Finale
Taipale si migliora altre due volte nei lanci di finale, prima a 44,34 e poi, all'ultimo turno in 45,21, nuovo record olimpico. Gli atleti in seconda e terza posizione non si migliorano.
| Pos.    | Atleta        | Età | Nazione     | Misura | Lanci | Lanci | Lanci | Lanci |
| Pos.    | Atleta        | Età | Nazione     | Misura | Qual. | 4°    | 5°    | 6°    |
| ------- | ------------- | --- | ----------- | ------ | ----- | ----- | ----- | ----- |
| Oro     | Armas Taipale | 22  | Finlandia   | 45,21  | 43,91 | 44,34 | N     | 45,21 |
| Argento | Richard Byrd  |     | Stati Uniti | 42,32  | 42,32 | 41,09 | N     | N     |
| Bronzo  | James Duncan  | 25  | Stati Uniti | 42,28  | 42,28 | 41,33 | N     | N     |

Armas Taipale trionfa anche nel lancio del disco a due mani.